# Li Xiuchen
Li Xiuchen (30 de enero de 2001) es una deportista china que compite en natación sincronizada. Ganó tres medallas de oro en el Campeonato Mundial de Natación, en los años 2024 y 2025.

## Palmarés internacional
| Campeonato Mundial | Campeonato Mundial  | Campeonato Mundial | Campeonato Mundial |
| Año                | Lugar               | Medalla            | Prueba             |
| ------------------ | ------------------- | ------------------ | ------------------ |
| 2024               | Doha (Catar)        | Medalla de oro     | Equipo libre       |
| 2025               | Singapur (Singapur) | Medalla de oro     | Equipo técnico     |
| 2025               | Singapur (Singapur) | Medalla de oro     | Equipo libre       |